# Anatomija rastlin
Anatomija rastlin ali fitotomija je veda, ki se ukvarja z zgradbo rastlinskih organizmov. V nasprotju z morfologijo rastlin, ki opisuje zunanje lastnosti rastlin, proučuje anatomija notranjo zgradbo, vse do ravni rastlinskih celic. 
Anatomski izsledki so pomembni pri uvrščanju organizmov v sistem živih bitij.